# Lithocarpus nitidinux
Lithocarpus nitidinux (Hu) Chun ex C.C.Huang & Y.T.Chang – gatunek roślin z rodziny bukowatych (Fagaceae Dumort.). Występuje naturalnie w południowych Chinach – w południowo-zachodniej części Kuejczou oraz południowo-wschodnim Junnanie. 

## Morfologia
PokrójZimozielone drzewo dorastające do 18 m wysokości.
LiścieBlaszka liściowa ma podługowaty kształt. Mierzy 10–18 cm długości oraz 4–6 cm szerokości, jest całobrzega, ma klinową nasadę i spiczasty wierzchołek. Ogonek liściowy jest nagi i ma 10 mm długości.
OwoceOrzechy o kulistawym kształcie, dorastają do 14 mm długości i 25 mm średnicy. Osadzone są pojedynczo w miseczkach w kształcie kubka. Orzechy otulone są w miseczkach do 20–25% ich długości.

## Biologia i ekologia
Rośnie w widnych lasach. Występuje na wysokości około 1100 m n.p.m. Owoce dojrzewają od sierpnia do października.